# Vanessa Van Edwards
Vanessa Van Edwards est conférencière auprès de Science of People (laboratoire créé avec son mari), et autrice de plusieurs livres. Elle se présente comme ayant été, enfant, « une personne maladroite récupérée », qui pensaient que le charisme était génétique, qui ne savait pas comment converser et qui ne savait pas se faire des amis qui s'est passionné pour l'étude et l'utilisation des compétences en interactions sociales, basées sur la science du comportement et sur l’importance des indices non verbaux et du langage corporel dans la communication. Elle considère que ces indices jouent un rôle de « lubrifiant social de la vie ». Elle étudie et explique comment nos gestes, nos expressions faciales (contact visuel et sourire authentique inclus) et nos tons vocaux ont un impact majeur sur la façon dont nous sommes perçus par les autres suscitant ou non des sentiments de sympathie, une impression de fiabilité et/ou de compétence.
Elle a une chaîne YouTube, qui compte plus de 55 millions de vues et sa conférence TEDxLondon affiche plus de 4 millions de vues.

## Centres d'intérêt
Vanessa Van Edwards est chercheuse en sciences sociales (chercheuse principale dans son laboratoire de recherche sur le comportement humain " the Science of People". Elle construit notamment des expériences de recherche originales sur la psychologie et la communication,.
Elle a mené une série d'expériences sur les conférences TED, et a présenté ses recherches au SXSW en mars 2015. Son laboratoire a aussi mené des recherches sur l'émission télévisée Shark Tank et analysé les gestes de la main dans les discours d'investiture présidentielle.
Van Edwards est aussi chroniqueuse (chroniques mensuelles) pour le magazine Entrepreneur et The Huffington Post.
Elle est également l'invitée mensuelle de l'émission d'information matinale AM Northwest, et a écrit pour CNN,TIME, Forbes et Fast Company.
Van Edwards donne des cours en ligne sur le langage corporel, l'expression faciale, la communication non verbale et la détection des mensonges,,, tous basés selon elle sur les résultats de la recherche scientifique. Elle a également créé certains cours pour LinkedIn Learning, portant pour la plupart sur les premières impressions et sur la manière de rendre les conversations plus intéressantes.
« Votre cerveau est 12,5 fois plus susceptible de croire mon geste plutôt que mes paroles. Et c’est parce qu’il est très difficile de mentir avec nos gestes » explique Vanessa Van Edwards. Elle encourage donc les orateurs et les auditeurs à être attentifs aux signaux qu’ils envoient, et à créer des environnements où leurs compétences et interactions sociales peuvent être appréciées, valorisées et valorisantes. Elle recommande de s'appuyer sur ses qualités propres, plutôt que d’essayer de se conformer à ce qu'on suppose être les attentes d'autrui ; on peut ainsi susciter des interactions plus authentiques et réussies. La vulnérabilité et l’imperfection authentiques peuvent aussi, apparemment paradoxalement, rendre quelqu’un plus attachant et sympathique. Pour celui qui écoute, développer sa capacité de lire et d’interpréter des indices non verbaux peut aussi, selon elle, aider à mieux comprendre les pensées et les sentiments des autres, et parfois à détecter la manipulation, le mensonge ou la tromperie.
Elle insiste aussi sur l'importance de l'écoute et sur la manière dont les smartphones et les air-pods peuvent tuer l'amitié ou interdire l'établissement d'interactions sociales.

## Livres
Vanessa Van Edwards est l'auteur d'un best-seller national aux Etats-Unis Captivate: The Science of Succeeding with People (2017),,.
Son deuxième livre Cues: Master the Secret Language of Charismatic Communication, publié en 2022 figure aussi parmi la liste des best-sellers du Wall Street Journal,.
Elle a aussi écrit les livres, comme Human Lie Detection and Body Language 101 Captivate: The Science of Succeeding with People  et Do I Get My Allowance Before or After I'm Grounded with Plume  sous son nom de jeune fille, Vanessa Van Petten.
Son dernier livre Cues: Master the Secret Language of Charismatic Communication est sorti en mars 2022.

## Éléments de biographie
Vanessa Van Edwards est née et a grandi à Los Angeles, en Californie, et a fréquenté l'Université Emory à Atlanta, en Géorgie.
Après avoir vécu à Portland (Oregon) avec son mari et sa fille,,, elle a déménagé à Austin, au Texas, où elle vit actuellement avec sa famille.

## Analyses et réutilisation de ses travaux
Selon Vanessa Van Edwards, le charisme d'une personne auprès des autres repose beaucoup sur la première impression qu'ils donnent, et cette impression dépend à 82% de deux « traits » essentiels : la chaleur humaine et la compétence qui émanent d'elle, deux qualités qui doivent cependant être perçus par les autres comme « équilibrés », le premier favorisant un lien de confiance en montrant que l'on est bienveillant et honnête et le second montrant qu'on est capable, fiable et qu'on l'est éventuellement de manière impressionnante. Ces traits doivent encore être finement ajustés aux fluctuations du contexte et aux interlocuteurs ou auditeurs. Par exemple, montrer plus de chaleur permet de capter l'attention de nouvelles personnes, mais face à un supérieur, il faut aussi ou surtout démontrer sa compétence. Elle insiste aussi sur l'importance de l'authenticité et de la congruence entre les mots et les gestes (les gens éprouveront plus de sympathie pour des personnes authentiques et cohérents dans leur communication, et moins pour des personnes paraissant anxieuses). V. Van Edwards propose des techniques pour améliorer son langage corporel, comme sourire plus souvent, adopter une posture ouverte et maintenir un contact visuel approprié.
Selon les analyses des relations interpersonnelles faites par V van Edwards, à partir de l'étude du comportement d'interlocuteurs, incluant des orateurs et conférenciers jugés charismatiques : pour ne pas être négligée, sous-estimée ou mal comprise dans ses relations inter-personnelles et professionnelles, une personne doit pouvoir percevoir, exprimer, contrôler et exploiter de petits signaux, souvent discrets, parfois subliminaux envoyés par le corps (attitudes corporelles, gestes, expressions du visage, regard, ton et sentiments véhiculés par la voix, etc.).
Dans l'objectif d'améliorer la communication hommes-femmes et de résoudre certains problèmes relationnels, et en se basant  sur les théories de la communication (sur le « modèle de Mehrabian » notamment), Hayden Lu a publié un article "Interpreting Women's Body Language: Diverse Perspectives in the Eyes of Men" qui explore comment les hommes interprètent (ou mésinterprètent) le langage corporel (non verbal) des femmes tel que présenté par V. Can Edwards en 2017 ; Selon elle le langage corporel féminin est très similaire au langage corporel des hommes, hormis quelques variantes distinctes (dans les relations de séduction notamment) que les deux sexes peuvent détecter.
La première impression, qui fait qu'on aimera quelqu’un ou qu'on lui fera confiance s'établit souvent dans les premières seconde après sa rencontre. La première impression que nous laissons ne réside pas dans ce que nous disons, mais dans la façon dont nous le disons. Trois éléments sont déterminants en première ligne : Les gestes de nos main, notre posture et notre contact visuel (61 % du temps dans une conversation normale), suivi de notre sourire. Selon Ron Sandison (autiste hypermnésique, conférencier, membre du conseil consultatif de l’Autism Society Faith Initiative de l’Autism Society of America et auteur d'un guide pour les parents d'enfants autistes, les enfants autistes ou porteurs d'autres troubles du développement ont souvent naturellement une difficulté à établir le contact visuel, et les postures et gestuelles de main attendues, mais ils peuvent apprendre ou compenser ces difficultés : il cite Van Edwars qui note que les conférenciers TED (TED Talkers) les plus populaires ont utilisé en moyenne 465 gestes de la main dans leurs conférence. Temple Grandin, Simon Sinek et Jane McGonigal sont en tête du classement des gestes de la main avec plus de 600 gestes dans leurs conférences Ted.

### Vidéographie
- The Diary Of A CEO, « Body Language Expert: Stop Using This, It’s Making People Dislike You, So Are These Subtle Mistakes! », 9 décembre 2024 (consulté le 15 décembre 2024)
- TEDx Talks, « Conférence TeDX : You are contagious », 27 juin 2017 (consulté le 15 décembre 2024)